# ウッドストック/愛と平和と音楽の三日間
『ウッドストック/愛と平和と音楽の三日間』（Woodstock）は、1970年公開のアメリカ映画。
製作会社はワーナー・ブラザース。主なスタッフは、マイケル・ウォドレー監督、マーティン・スコセッシ編集。第43回アカデミー賞長編ドキュメンタリー映画賞を受賞した。
1969年8月15日から17日までの3日間、米国・ニューヨーク州ベセルで開かれた、ロックを中心とした大規模な野外コンサート「ウッドストック・フェスティバル（Woodstock Music and Art Festival）」の模様を記録したドキュメンタリー映画。
1970年3月26日全米公開。上映時間184分。
1996年に合衆国・国立フィルム保存委員会がアメリカ国立フィルム登録簿に新規登録した作品の1つであり、2003年以降はスティーヴン・ジェイ・シュナイダーの『死ぬまでに観たい映画1001本』にも掲載されている。
2009年6月9日にBlu-ray DiscとDVDでリリースされた映画のディレクターズ・カット版（225分）では新たに権利をクリアしたジミ・ヘンドリックス、ザ・フー、サンタナ、ジョーン・バエズらの映像など、貴重なパフォーマンスを追加。全体として、再編集され、公開時の上映用オリジナル版では見られなかったカットを多く含んでいる。
実際に行われた公演の順番ではなく、編集が行われている。

## アーティスト

### 映画に登場するアーティスト
| 登場順 | グループ / 歌手                            | 演奏楽曲                                                                 |
| 1.*    | クロスビー、スティルス&ナッシュ            | "Long Time Gone"                                                         |
| 2.*    | キャンド・ヒート                           | "Going Up the Country"                                                   |
| 3.*    | クロスビー、スティルス&ナッシュ            | "Wooden Ships"                                                           |
| 4.     | リッチー・ヘブンス                         | "Handsome Johnny"                                                        |
| 5.     | リッチー・ヘブンス                         | "Freedom" / "Sometimes I Feel Like a Motherless Child"                   |
| 6.     | キャンド・ヒート                           | "A Change Is Gonna Come" **                                              |
| 7.     | ジョーン・バエズ                           | "Joe Hill"                                                               |
| 8.     | ジョーン・バエズ                           | "Swing Low Sweet Chariot"                                                |
| 9.     | ザ・フー                                   | "We're Not Gonna Take It" / "See Me, Feel Me"                            |
| 10.    | ザ・フー                                   | "Summertime Blues"                                                       |
| 11.    | シャ・ナ・ナ                               | "At the Hop"                                                             |
| 12.    | ジョー・コッカー・アンド・グリース・バンド | "With a Little Help from My Friends"                                     |
| 13.    | 観客                                       | "Crowd Rain Chant"                                                       |
| 14.    | カントリー・ジョー・アンド・ザ・フィッシュ | "Rock and Soul Music"                                                    |
| 15.    | アーロ・ガスリー                           | "Coming Into Los Angeles"                                                |
| 16.    | クロスビー、スティルス&ナッシュ            | "Suite: Judy Blue Eyes"                                                  |
| 17.    | テン・イヤーズ・アフター                   | "I'm Going Home"                                                         |
| 18.    | ジェファーソン・エアプレイン               | "Saturday Afternoon" / "Won't You Try" **                                |
| 19.    | ジェファーソン・エアプレイン               | "Uncle Sam's Blues" **                                                   |
| 20.    | ジョン・セバスチャン                       | "Younger Generation"                                                     |
| 21.    | カントリー・ジョー・マクドナルド           | "FISH Cheer / Feel-Like-I'm-Fixing-to-Die-Rag"                           |
| 22.    | サンタナ                                   | "Soul Sacrifice"                                                         |
| 23.    | スライ&ザ・ファミリー・ストーン            | "Dance to the Music" / "I Want to Take You Higher"                       |
| 24.    | ジャニス・ジョプリン                       | "Work Me, Lord" **                                                       |
| 25.    | ジミ・ヘンドリックス                       | "Voodoo Child (Slight Return)" (映画では「Voodoo Chile」と称している) ** |
| 26.    | ジミ・ヘンドリックス                       | "The Star-Spangled Banner"                                               |
| 27.    | ジミ・ヘンドリックス                       | "Purple Haze"                                                            |
| 28.    | ジミ・ヘンドリックス                       | "Woodstock Improvisation" **                                             |
| 29.    | ジミ・ヘンドリックス                       | "Villanova Junction"                                                     |
| 30.    | クロスビー、スティルス、ナッシュ&ヤング    | "Woodstock"* / "Find the Cost of Freedom" **                             |

* アーティストによるアルバムからのスタジオ録音

** ディレクターズ・カット版のみの収録で、オリジナルの劇場版には含まれていない

### 映画には登場していない出演アーティスト
| - スウィートウォーター - インクレディブル・ストリング・バンド - バート・ソマー (ジョーン・バエズが舞台裏のインタビューで彼について話しているのが見られる) - ティム・ハーディン (彼の語りの一部は含まれている) - ラヴィ・シャンカル | - メラニー - クィル - キーフ・ハートリー・バンド - マウンテン - グレイトフル・デッド (ジェリー・ガルシアへのインタビューは含まれている) | - クリーデンス・クリアウォーター・リバイバル - ザ・バンド - ブラッド・スウェット・アンド・ティアーズ - ジョニー・アンド・エドガー・ウィンター - ポール・バターフィールド |